# Vecchiano
Vecchiano és un municipi situat al territori de la província de Pisa, a la regió de la Toscana, (Itàlia).
Vecchiano limita amb els municipis de Lucca, Massarosa, San Giuliano Terme i Viareggio.

## Galeria

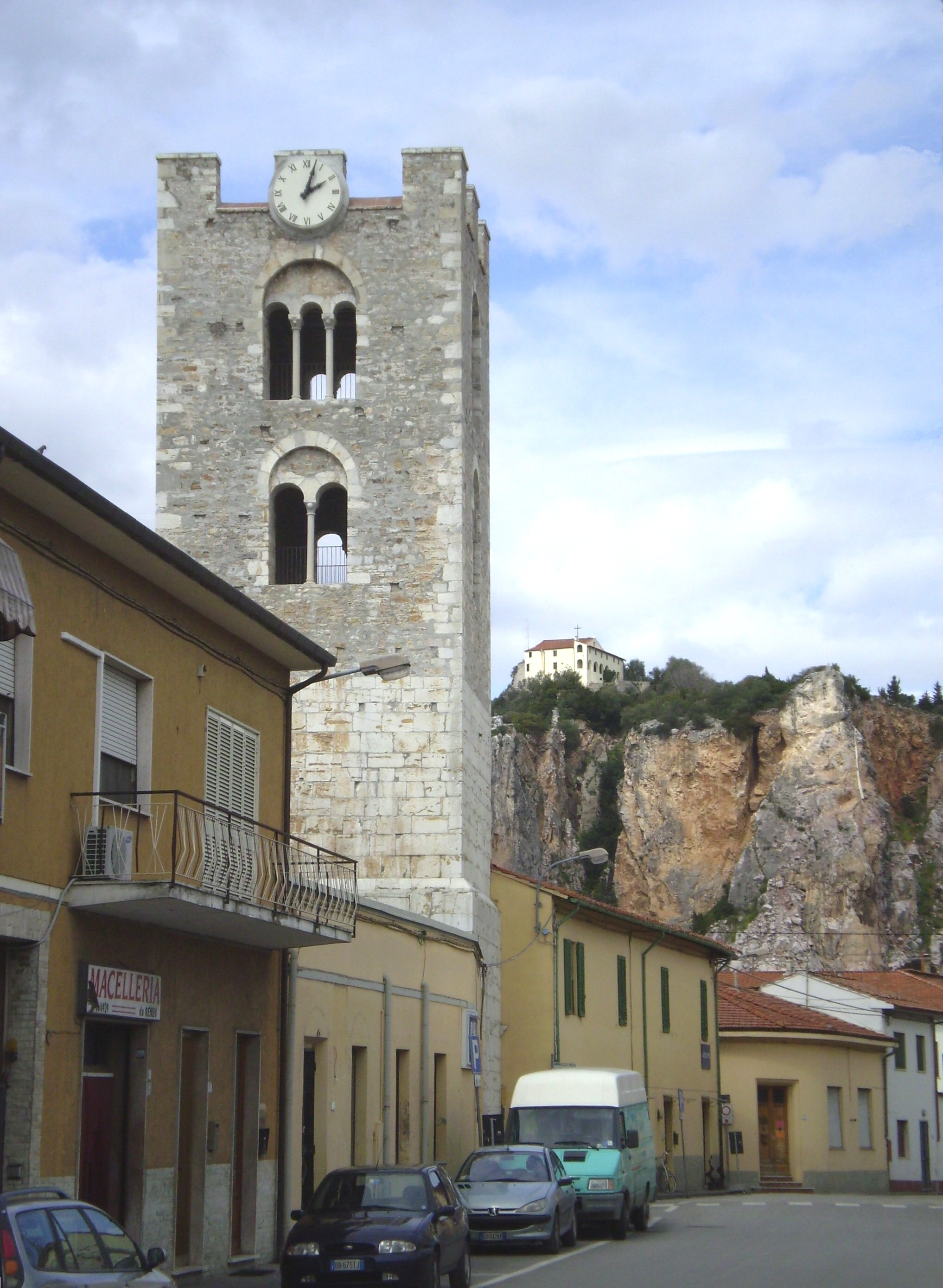
Vista de Vecchiano
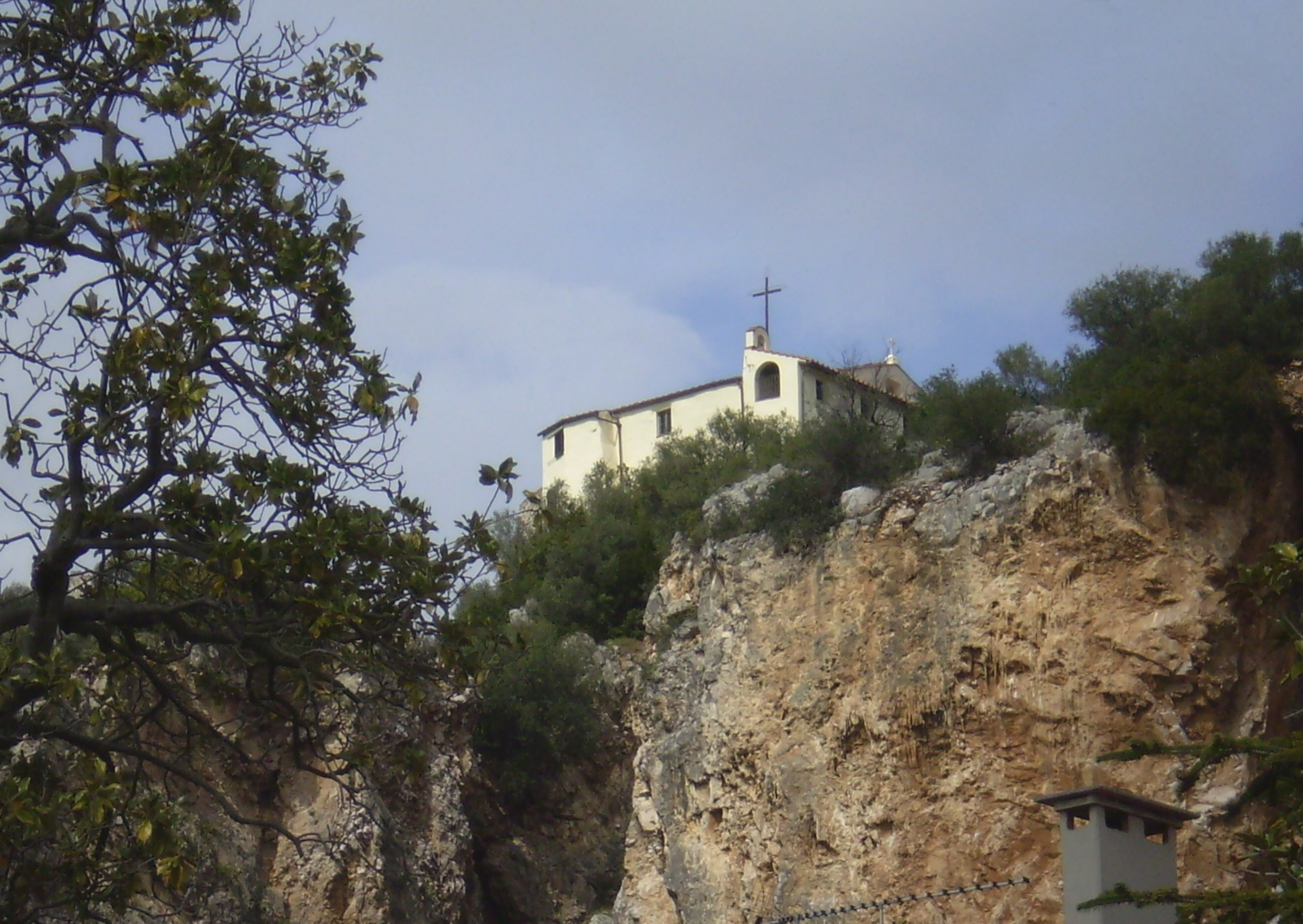
Vista de Vecchiano